# Автошлях О 090103
Автошля́х О090103 — автомобільний шлях довжиною 25,0 км, обласна дорога місцевого значення в Івано-Франківській області. Пролягає по Богородчанському (16,7 км) та Надвірнянському (8,3 км) районах від села Росільна до міста Надвірна.

## Маршрут
Починається в селі Росільна на перетині з Т 0902, проходить через село Космач, коротку ділянку дороги власності Раковецької сільської ради, селище міського типу Солотвин, села Маркова, Бабче, Молодків. Закінчується в місті Надвірна на перетині з вулицею Грушевського. 
Таблиця маршруту по населеним пунктам подає інформацію базуючись на даних з техпаспорта (який створений на базі техпаспорта "старої" дороги Т0902 беручи за основу ділянку "Креховичі - Надвірна").
| Автошлях О 090103         |                     | |
| Івано-Франківська область |                     | |
| Населений пункт           | Початковий кілометр | Деталі |
| Богородчанський район     |                     | |
| Росільна                  | 0+000 км            | Починається від з'єднання з дорогою Т 0902 |
| Космач                    | 2+000 км            | |
| Раковець                  |                     | В техпаспорті не вказано Раковець як населений пункт. Згідно OpenStreetMap: - Ділянка 5+000 - 5+500 км виглядає спільною (між Дзвиняцькою та Солотвинською селищними радами). - Ділянка від 5+500 вже відноситься до Солотвинської селищної ради. - Житлова зона села Раковець починається на 6+300 км. |
| Солотвин                  | 8+500 км            | - На км 7+400 з'єднання з Р38 С090104 (повороти на Дзвиняч і Гуту) - Починається від 5+000 км (згідно OpenStreetMap) або від 8+500 км (згідно техпаспорта, колишній 45+500 км). |
| Маркова                   | 11+500 км           | |
| Бабче                     | 15+000 км           | - Від автобусної зупинки (15+135 км) примикає до місцевої дороги С090113). - 16+109 км, це там де десятки років існує "тимчасовий" міст. |
| Надвірнянський район      |                     | |
| Молодків                  | 16+700 км           | - Початок ділянки в с. Молодків на км 16+700 - біля цвинтаря, перед поворотом до вул. Лукавецька. І більшість дороги автошлях О090103 проходить центральною вул. Шевченка. - Приблизно на 17+707 км під мостом дороги проходить р. Великий Лукавець (там же вул. Горішнянська). - На 18+000 км примикає до вул. Марка Вовчка, яка прямує до школи, по сторонах обидві церкви. Прямуючи пару метрів далі по вул. Шевченка пам'ятні могили, клуб та магазин. - Перед 19км вказані дві вулиці "СТАВ" (обидві сходяться біля Молодківського Става) - одна через колишній колгосп (вул. Грушевського) а друга вул. Ставкова. - Олівцем вказано пік 19+164 км, і виглядає що це роздоріжжя вулиці на "Груповий" і вулиці Ставкової. - На ті же відмітці 19+164 км в вказано "ГВІЗД", тобто це напрям до села Гвізд і там проходить вже інша дорога місцевого значення - С090917 (хоча в техпаспорті вулиця показана під кутом, в реальності ж дорога йде по прямій лінії). |
| Молодків                  | 19+164 км           | Ділянка 19+164 км до 25+009 км в проектній стадії. - Додатковим доказом, що дорога дійсно проектувалась саме попри Став Молодківский, є схема транспорту на сайті mbk.if.gov.ua, де видно, що дорога пролягає південніше від ріки Малий Лукавець, і йде так що перетинає всі її притоки. А дорога "через гору Нетреба" вказана вище (північніше) тонкою лінією як "Інші дороги". Отже 100% проєктувалась дорога саме попри Став. - Від 19+164 км дорога О090103 згідно техпаспорта прямує через поля по обидві сторони, і прямує вулицею Ставковою по території села Молодків (або потенційно планувлась "врізка" нової дороги через "колгоспне" поле по прямій лінії в сторону става) в напрямі до міста Надвірна. Дорога позначена як "НЕЗАДОВІЛЬНА". - На відрізку 19+164 - 20+000км вказано так багато поля, але згідно реальної географії повернувши на 90 градусів вправо можна з лівої сторони побачити тепер будинки, і аж за Ставом вже буде по обидві сторони тільки поле. Техпаспорт дороги "Креховичі - Надвірна" складався дуже давно, тоді ще там були дійсно самі поля. - На 19+600 км дорога перетинає річку Беньковець, яка є притокою Малого Лукавця. - Станом на листопад 2020, будинки по обох сторонах дороги є до 20+000 км, але на старому техпаспорті вказано це як поле. - Далі після 20+000 км дорога прямує з полями по обидві сторони до м. Надвірна. Детальні відмітки не відомі - важко встановити з техпаспорту. Тільки можна стверджувати, що ближче до м. Надвірна на дорозі є вигини і "городи", що дає можливість припустити, що дорога планувалась попід Городище (там існує стежка, і люди з Молодкови її добре знають), і тоді буде сходитись по прямій лінії з вулицею Грушевського в м. Надвірна. |
| Надвірна                  | 25+000 км           | вул. Грушевського |

В селі Космач автошлях перетинає річку Велика Маскова та інші притоки річки Саджавка; неподалік від села Раковець, ближче до Солотвина, автошлях перетинає річку Раковець; в селищі міського типу Солотвин перетинає річку Бистриця Солотвинська; в селі Маркова - річку Манявка; в селі Бабче перетинає потік Лукавець (Ставище, Бабчанка), який є притокою річки Великий Лукавець яка перетинається з автошляхом в селі Молодків; на території сіл Молодків та Гвізд автошлях неодноразово перетинається з річкою Малий Лукавець; поблизу міста Надвірна перетинає річку Бистриця Надвірнянська. 

## Історія проектування дороги
Плутанину в номенклатурі доріг вирішують списки обласних та районних автомобільних доріг. Але є посилання на розпорядження "про затвердження переліку автомобільних доріг місцевого (обласного та районного) значення" №43 від 08.02.2019 року а також на конкретний перелік доріг. Перелік доріг на сторінці звірено та відредаговано згідно документу - 27.09.2020р.
Автошлях представлений в картографічному проекті OpenStreetMap. До листопада 2020-го року, було проіндексовано тільки 7.864 км. а вже 10 листопада 2020-го року дані оновлено  на OpenStreetMap.  

### Ділянка в смт. Солотвин
Ділянка обласної дороги біля міста Солотвин є суміжною з автошляхом С090104 "Старуня - Солотвин".

### Ділянка в с. Бабче
Ділянку обласної дороги територією села Бабче, можна побачити на OpenStreetMap.
А зокрема бічну дорогу від обласної С090113 окремо можна побачити на OpenStreetMap
По даних з публічних ресурсів Zакупівлі та Prozorro, 23/08/2019 був заключений договір між ДП "Дороги Прикарпаття" як Замовником та ДП "ПБС" як Підрядник, щодо ремонту ділянки дороги в с. Бабче -  "Капітальний ремонт дорожнього покриття а/д С090113 (а/д Росільна - Надвірна) - Бабче на ділянці км 0+000-1+000 (окремими ділянками) в межах села Бабче (вул. Молодіжна від буд. № 65)", як записано в Prozorro.

### Ділянка "Молодків - Надвірна"
Ділянка в селі Молодків від межі з селом Бабче, тобто від вул. Лукавецька до вул. Ставкова в селі Молодків є частиною автошляху О-090103. А фактична дорога, яка прямує далі є вже інший автошлях С090917. 
У вересні 2019, «ПБС [Архівовано 1 вересня 2019 у Wayback Machine.]» почали ремонт дороги Росільна — Надвірна. Роботи проводяться у селі Молодьків Надвірнянського району. Згідно з замовленням це буде капітальний ремонт окремих ділянок дороги у центрі села, загальною протяжністю майже 200 метрів. Працівники регенерували основу, після чого її буде заасфальтовано. Роботи здійснювалися за кошти платників податків на замовлення ДП «Дороги Прикарпаття» Івано-Франківської ОДА.
Лютий 2020. "Департаменту розвитку громад та територій, дорожнього, житлово-комунального господарства, містобудування та архітектури ОДА виділили 12 мільйонів гривень на капітальний ремонт сімох доріг в області".
В 2019 році частково проходили відновлювані роботи по укріпленню річкових берегів та мостів через дорогу, на ділянці автошляху С090917. А в листопаді 2020 року з'явився новий тендер, щодо експертизи нового будівництва берегозакріплювальних споруд на р. Великий Лукавець по вулицях Горішнянська, Хмельницького та Лугівська в с. Молодків Надвірнянського району". Автошлях О090103 перетинає річку на стику вулиць Хмельницького та Горішнянська. В листопаді також появились ряд інших тендерів щодо укріплення мостів.

## Тендери, договори
- UA-2018-08-29-000112-b[19] (О090103 - Поточний дрібний ремонт автомобільної дороги О090103 Росільна-Надвірна км 8+300 км 12+400. Дата оприлюднення 29 серпня 2018, договір укладено з  ТОВ "ІНТЕР-БУД" з терміном виконання до грудня 2018).
- UA-2019-07-05-000710-a[20] (О090103 - Поточний дрібний ремонт автомобільної дороги загального користування місцевого значення О090103 Росільна – Надвірна на ділянці км 8+000 – 12+000. Дата оприлюднення 05 липня 2019, договір укладено з "Богородчанська ДЕД" ДП "Івано-Франківський облавтодор" з терміном виконання до листопада 2019)
- UA-2019-08-23-001147-b[14] (С090113 - Капітальний ремонт дорожнього покриття а/д С090113 (а/д Росільна - Надвірна) - Бабче на ділянці км 0+000-1+000 (окремими ділянками) в межах села Бабче (вул. Молодіжна від буд. № 65). Дата оприлюднення 23 серпня 2019, договір укладено з ТОВ "Дорожнє підприємство ПБС" з терміном виконання до вересня 2019)
- UA-2019-08-23-001687-c[21] (О090103 - Капітальний ремонт дорожнього покриття а/д О090103 Росільна - Надвірна на км 24+000 - км 25+009 (окремими ділянками). Дата оприлюднення 23 серпня 2019, договір укладено з ТОВ "Дорожнє підприємство ПБС" з терміном виконання до грудня 2020)
- UA-2020-04-08-001212-c[22] (О090103 - Капітальний ремонт дорожнього покриття а/д О090103 Росільна-Надвірна км 24+000-км 25+009. Дата оприлюднення 8 квітня 2020. Договір на суму 1 149 722,40 грн. укладено з ТОВ "ХХІ СТОЛІТТЯ ПЛЮС" з терміном виконання до грудня 2020).
- UA-2020-10-21-013556-a[23] (О090103 - Робочий проект “Відновлення об’їзду до основного моста на автомобільній дорозі О090103 Росільна-Надвірна, км 15+300 біля с.Бабче”. Дата оприлюднення 21 жовтня 2020. Договір на суму 15 714,00 грн. укладено з ТОВ "ІННТЕХПРОЕКТ" з терміном виконання до 31 грудня 2020)
- UA-2020-10-21-003660-b[24] (О090103 - Робочий проект “Відновлення пошкодженого моста на автомобільній дорозі О090103 Росільна-Надвірна, км 5+553 через потік Раківчик”. Дата оприлюднення 21 жовтня 2020. Договір на суму 19 764,00 грн. укладено з ТОВ "ІННТЕХПРОЕКТ" з терміном виконання до 31 грудня 2020)
- UA-2020-10-30-000664-b[25] (О090103 - Робочий проект “Відновлення пошкодженого моста на автомобільній дорозі О090103 Росільна - Надвірна, км 12+182”. Дата оприлюднення 30 жовтня 2020. Договір на суму 49 740,00 грн. укладено з ТОВ «УКРТЕХІНЖИНІРИНГ» з терміном виконання до 31 грудня 2020)
- UA-2020-11-11-004640-b[26] (О090103 - Консультаційні послуги у галузях інженерії та будівництва (Проведення експертизи проекту будівництва «Відновлення пошкодженого моста на автомобільній дорозі О090103 Росільна - Надвірна, км 12+182, (капітальний ремонт)»). Дата оприлюднення 11 листопада 2020. Договір на суму 9 683,00 грн, укладено з філією ДП «Укрдержбудекспертиза» у Івано-Франківській області).
- UA-2020-11-25-004374-b[27] (Відновлення об'їзду до основного моста на автомобільній дорозі О090103 Росільна-Надвірна, км 15+300 біля с.Бабче (капітальний ремонт) (45220000-5 Інженерні та будівельні роботи ). Дата оприлюднення 25 листопада 2020. Договір планується укласти на суму 712 944,00 грн, з ТОВ «ПБС».
- UA-2020-11-25-003914-b[28] (Відновлення пошкодженого моста на автомобільній дорозі О090103 Росільна-Надвірна, км 5+553 через потік Раківчик (капітальний ремонт) (45220000-5 Інженерні та будівельні роботи)). Дата оприлюднення 25 листопада 2020.  Договір планується укласти на суму 327 535,00 грн, укладено з ТОВ «ПБС».